# Catherine Harrison
Catherine Harrison (Memphis, 9 aprile 1994) è una tennista statunitense.

## Carriera
Catherine Harrison ha vinto 4 titoli in singolare e 14 titoli in doppio nel circuito ITF. Il 12 settembre 2022, ha raggiunto il best ranking in singolare raggiungendo la 214ª posizione mondiale, mentre il 11 luglio dello stesso anno ha raggiunto la 69ª posizione in doppio.
Catherine ha fatto il suo debutto in un torneo WTA al Regions Morgan Keegan Championships and the Cellular South Cup 2011 - Singolare femminile, dove ha ricevuto una wild card per il tabellone principale, venendo sconfitta da Sorana Cîrstea al primo turno.
Durante il suo periodo al college, la Harrison ha giocato per l'Università della California a Los Angeles (UCLA).

## Statistiche WTA

### Doppio

#### Vittorie (1)
| Legenda              |
| -------------------- |
| Grande Slam (0)      |
| Ori Olimpici (0)     |
| WTA Finals (0)       |
| WTA Elite Trophy (0) |
| Dal 2021             |
| WTA 1000 (0)         |
| WTA 500 (0)          |
| WTA 250 (1)          |

| N. | Data         | Torneo                         | Superficie | Compagna           | Avversarie in finale     | Punteggio        |
| 1. | 6 marzo 2022 | Abierto GNP Seguros, Monterrey | Cemento    | Sabrina Santamaria | Han Xinyun Jana Sizikova | 1-6, 7-5, [10-6] |

## Statistiche ITF

### Singolare

#### Vittorie (4)
| Torneo $100.000 (0) |
| Torneo $80.000 (0)  |
| Torneo $75.000 (0)  |
| Torneo $60.000 (0)  |
| Torneo $50.000 (0)  |
| Torneo $40.000 (1)  |
| Torneo $25.000 (2)  |
| Torneo $15.000 (1)  |
| Torneo $10.000 (0)  |

| N. | Data            | Torneo                                            | Superficie  | Avversaria in finale | Punteggio        |
| 1. | 4 agosto 2019   | Fort Worth Women's Pro Tennis Classic, Fort Worth | Cemento     | Chanelle Van Nguyen  | 6–4, 6–0         |
| 2. | 10 ottobre 2021 | Team Ascension's Pro Women's Open, Redding        | Cemento     | Dalila Jakupovič     | 6-1, 6-1         |
| 3. | 10 marzo 2024   | Brossard Women's, Brossard                        | Cemento (i) | Jessie Aney          | 4-6, 6-1, 6-3    |
| 4. | 31 marzo 2024   | Kōfu International Open, Kōfu                     | Cemento     | Lee Ya-hsuan         | 6(8)-7, 6-1, 6-1 |

#### Sconfitte (3)
| Torneo $100.000 (0) |
| Torneo $80.000 (0)  |
| Torneo $75.000 (0)  |
| Torneo $60.000 (0)  |
| Torneo $50.000 (0)  |
| Torneo $40.000 (0)  |
| Torneo $25.000 (2)  |
| Torneo $15.000 (0)  |
| Torneo $10.000 (1)  |

| N. | Data             | Torneo                                                    | Superficie  | Avversaria in finale | Punteggio        |
| 1. | 3 ottobre 2010   | Amelia Island Women's Tennis Championships, Amelia Island | Terra verde | Lauren Herring       | 2–6, 3–6         |
| 2. | 10 novembre 2018 | Harold A. Miller Women's Tennis Tournament, Lawrence      | Cemento (i) | Caty McNally         | 2-6, 2-6         |
| 3. | 2 giugno 2024    | Santo Domingo Women's, Santo Domingo                      | Cemento     | Victoria Hu          | 4-6, 7-6(6), 4-6 |

### Doppio

#### Vittorie (14)
| Torneo $100.000 (1) |
| Torneo $80.000 (1)  |
| Torneo $75.000 (0)  |
| Torneo $60.000 (1)  |
| Torneo $50.000 (0)  |
| Torneo $40.000 (1)  |
| Torneo $25.000 (7)  |
| Torneo $15.000 (1)  |
| Torneo $10.000 (2)  |

| N.  | Data              | Torneo                                    | Superficie  | Compagna              | Avversarie in finale                  | Punteggio        |
| 1.  | 26 luglio 2014    | Women's Pro Tennis Open of Austin, Austin | Cemento     | Mary Weatherholt      | Alexandra Cercone Alexa Guarachi      | 6–2, 7–5         |
| 2.  | 30 luglio 2016    | Women's Pro Tennis Open of Austin, Austin | Cemento     | Lorraine M. Guillermo | Madison Harrison Stephanie Nauta      | 6–3, 6–3         |
| 3.  | 17 settembre 2016 | Team Luke Tennis Classic, Lubbock         | Cemento     | Emina Bektas          | Ema Burgić Bucko Renata Zarazúa       | 6-3, 6-4         |
| 4.  | 26 novembre 2016  | Nashville Pro Challenge Open, Nashville   | Cemento     | Madeleine Kobelt      | Melissa Kopinski Felicity Maltby      | 6–3, 6–0         |
| 5.  | 10 marzo 2018     | Tennis Organisation Cup, Adalia           | Terra rossa | Sarah Lee             | Amina Anšba Melis Sezer               | 6–4, 6–3         |
| 6.  | 15 febbraio 2020  | Kentucky Open, Nicholasville              | Cemento (i) | Quinn Gleason         | Hailey Baptiste Whitney Osuigwe       | 7–5, 6-2         |
| 7.  | 8 maggio 2021     | ASC BMW Women's World Tennis Tour, Naples | Terra verde | Ulrikke Eikeri        | Erina Hayashi Kanako Morisaki         | 6–2, 3–6, [10–2] |
| 8.  | 19 giugno 2021    | Palmetto Pro Open, Sumter                 | Cemento     | Emina Bektas          | Paige Hourigan Aldila Sutjiadi        | 7–5, 6-4         |
| 9.  | 23 ottobre 2021   | Mercer Tennis Classic, Macon              | Cemento     | Quinn Gleason         | Alycia Parks Alana Smith              | 6-2, 6-2         |
| 10. | 19 febbraio 2022  | Aegon Pro-Series Glasgow, Glasgow         | Cemento (i) | Quinn Gleason         | Justina Mikulskytė Valerija Savinych  | 6-4, 6-1         |
| 11. | 23 aprile 2022    | Orlando USTA Pro Circuit Event, Orlando   | Terra verde | Maegan Manasse        | Hsieh Yu-chieh Hsu Chieh-yu           | 6-1, 6-0         |
| 12. | 12 novembre 2022  | Calgary National Bank Challenger, Calgary | Cemento (i) | Sabrina Santamaria    | Kayla Cross Marina Stakusic           | 7-6(2), 6-4      |
| 13. | 2 maggio 2024     | Lopota Tennis Open, Lopota                | Cemento     | Elysia Bolton         | Anastasija Zolotarëva Rada Zolotarëva | 6-4, 6-2         |
| 14. | 9 agosto 2025     | Southaven Open, Southaven                 | Cemento     | Ashley Lahey          | Hiroko Kuwata Kyōka Okamura           | 6-3, 6-2         |

#### Sconfitte (9)
| Torneo $100.000 (1) |
| Torneo $80.000 (0)  |
| Torneo $75.000 (0)  |
| Torneo $60.000 (2)  |
| Torneo $50.000 (0)  |
| Torneo $40.000 (0)  |
| Torneo $25.000 (4)  |
| Torneo $15.000 (0)  |
| Torneo $10.000 (2)  |

| N. | Data              | Torneo                                            | Superficie  | Compagna           | Avversarie in finale                     | Punteggio           |
| 1. | 19 luglio 2014    | Women's Hospital Classic, Evansville              | Cemento     | Mary Weatherholt   | Brooke Austin Natalie Pluskota           | 4–6, 6–3, [9–11]    |
| 2. | 2 agosto 2014     | Pro Tennis Classic Fort Worth, Fort Worth         | Cemento     | Mary Weatherholt   | Hayley Carter Stefanie Tan               | 3-6, 3-6            |
| 3. | 25 maggio 2019    | ITF Women's Circuit Singapore, Singapore          | Cemento     | Emily Appleton     | Paige Hourigan Aldila Sutjiadi           | 1-6, 6(5)-7         |
| 4. | 14 settembre 2019 | USTA Challenger of Redding, Redding               | Cemento     | Paige Hourigan     | Emina Bektas Tara Moore                  | 3-6, 1-6            |
| 5. | 8 gennaio 2022    | Traralgon Challenger, Città di Latrobe            | Cemento     | Aldila Sutjiadi    | Emina Bektas Tara Moore                  | 6-0, 6(1)-7, [8-10] |
| 6. | 11 febbraio 2022  | Aegon Pro-Series Birmingham, Birmingham           | Cemento (i) | Quinn Gleason      | Andrė Lukošiūtė Eliz Maloney             | 6(4)-7, 6-3, [8-10] |
| 7. | 4 giugno 2022     | Surbiton Trophy, Surbiton                         | Erba        | Fernanda Contreras | Ingrid Neel Rosalie van der Hoek         | 3-6, 3-6            |
| 8. | 22 ottobre 2022   | Challenger Banque Nationale de Saguenay, Saguenay | Cemento (i) | Yanina Wickmayer   | Arianne Hartono Olivia Tjandramulia      | 7-5, 6(3)-7, [8-10] |
| 9. | 21 giugno 2025    | Wichita Challenger, Wichita                       | Cemento     | Christina Rosca    | María Berlanga Bandera Julia García Ruiz | 5-7, 5-7            |